# Montagnac (Gard)
Montagnac település Franciaországban, Gard megyében. Lakosainak száma 233 fő (2022. január 1.). Montagnac Aigremont, Fons, Mauressargues, Montignargues, Moulézan, Saint-Bauzély és Saint-Geniès-de-Malgoirès községekkel határos.

## Népesség
A település népességének változása:
| Lakosok száma | 72   | 89   | 99   | 146  | 227  | 224  | 208  | 200  | 196  | 233  |
|               | 1968 | 1982 | 1990 | 2006 | 2013 | 2015 | 2017 | 2019 | 2020 | 2022 |